# Henricosborniidae
Famille
Les Henricosborniidae (henricosborniidés en français) forment une famille éteinte comprenant quatre genres de mammifères notongulés ayant vécu du Paléocène jusqu’au début de l’Éocène en Amérique du Sud.

## Taxinomie
Genres :
- † Henricosbornia ;
- † Othnielmarshia ;
- † Peripantostylops ;
- † Simpsonotus.